# Samostan Iviron
Samostan Iviron (gruzinsko ივერთა მონასტერი, iverta monast'eri, grško starogrško Μονή Ιβήρων, Monḗ Ivirōn) je samostan Vzhodne pravoslavne Cerkve v meniški državi Atos v severni Grčiji.

## Zgodovina
Samostan je bil zgrajen pod nadzorom gruzinskih menihov Ivana Iberskega in Tornikija Eristavija v letih 980-983 za potrebe gruzinskih menihov in duhovnikov. Grško ime "Iveron" pomeni "iberski" in izvira iz imena antičnega gruzinskega kraljestva Iberija (Iverija), kjer je bil rojen glavni samostanski arhitekt Ivan Iberski.
Samostan zaseda tretje mesto v hierarhiji dvajsetih suverenih atoških samostanov. Samostanska knjižnica poseduje 2.000 rokopisov, 15 liturgijskih zvitkov in 20.000 knjig v gruzinskem, grškem, hebrejskem in latinskem jeziku.
Samostan poseduje tudi več relikvij kanoniziranih svetnikov kot drugi atoški samostani in ikono Panagia Portaitissa (Devica Marija) iz 9. stoletja.
V samostanu je okoli trideset aktivnih menihov in novicev. Noben ni iz Gruzije.

## Slavne osebe
- Torniki Eristavi  (umrl 985)
- Ivan Iberski (umrl okoli 1002)
- Evtimij Atoški (okoli 955-1028)
- Georg Atoški(1009-1065)